# 蘭開斯特 (印第安納州亨廷頓縣)
蘭開斯特（英語：Lancaster）是位於美國印地安納州亨廷頓縣的一個非建制地區。該地的面積和人口皆未知。